# Филиповка (Ульяновська область)
Филиповка (рос. Филипповка) — село в Мелекеському районі Ульяновської області Російської Федерації.
Населення становить 730 осіб. Входить до складу муніципального утворення Новоселкинське сільське поселення.

## Історія
Від 2004 року входить до складу муніципального утворення Новоселкинське сільське поселення.

## Населення
| 2010 |
| ---- |
| 730  |